# Livre de chasse

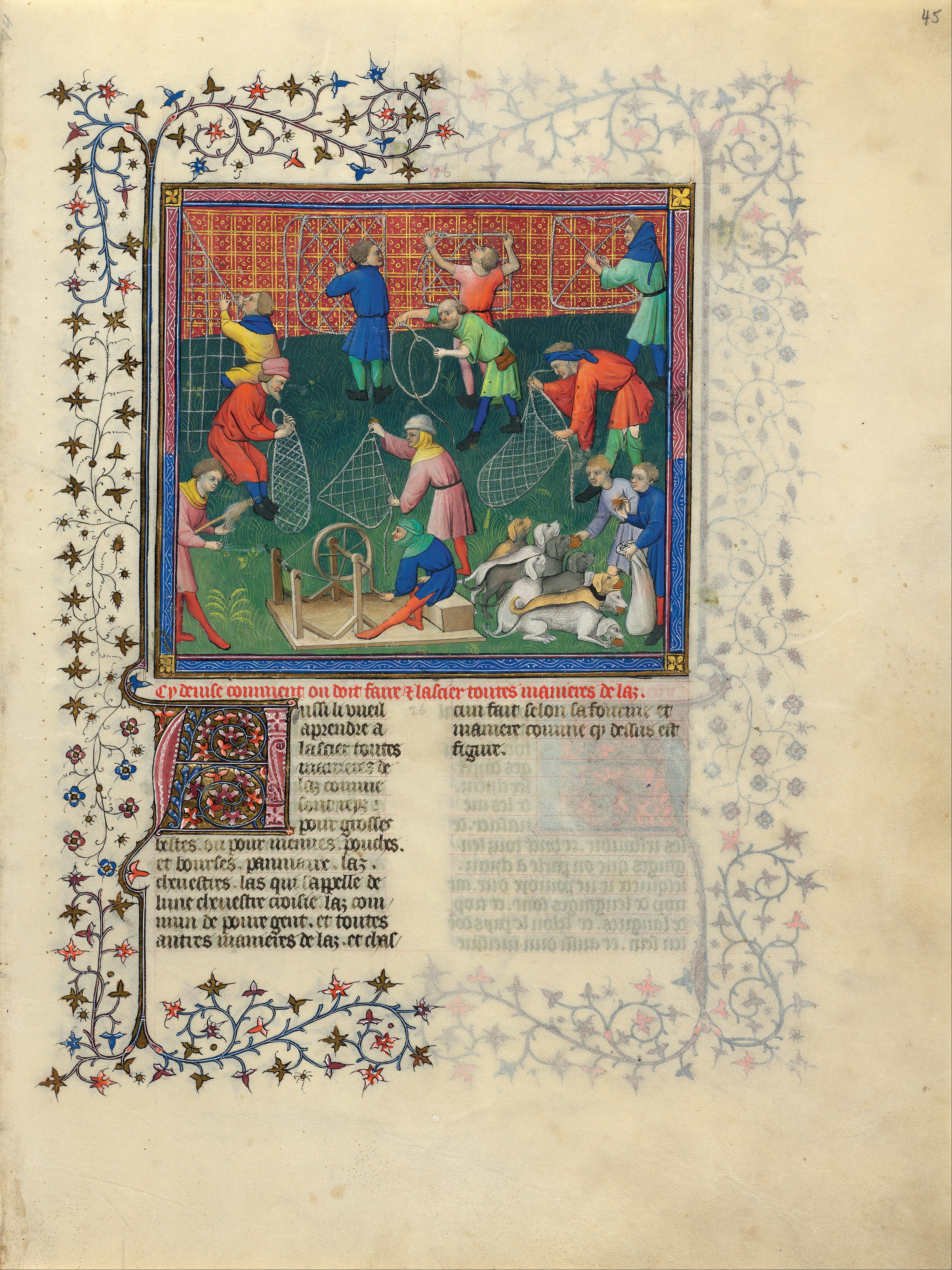
Ex Libris du Livre de la chasse du roi Ferdinand II d'Aragon et de la reine Isabelle d'Espagne - Paris 1407 -

Le Livre de chasse est un livre de vénerie médiévale composé entre 1387 et 1389 par Gaston Fébus (Gaston III de Foix-Béarn, 1331-1391), comte de Foix et vicomte de Béarn, dit Fébus, et dédié à Philippe le Hardi, duc de Bourgogne.
Il a été considéré comme un ouvrage de référence jusqu'au XIXe siècle, de nombreux exemplaires enluminés subsistant.

## Histoire

### Origines de l’œuvre
Gaston III, comte de Foix (1331–1391), surnommé Fébus du fait de sa chevelure dorée ou de sa beauté, écrivit ce livre de chasse tard dans sa vie (1387–89), partageant ses connaissances dans un domaine où il se déclarait maître, « au contraire de ses deux autres plaisirs dans la vie : le combat et l'amour. » 
L’œuvre, dédié à son compagnon de chasse et au combat Philippe le Hardi, duc de Bourgogne, comprend quatre livres: 
- Sur les Bêtes Douces et Sauvages,
- Sur la Nature et les Soins aux Chiens,
- Sur les Instructions pour Chasser avec des Chiens,
- Sur la Chasse avec des Pièges, des Collets et des Arbalètes.

### Rééditions
En plus de versions manuscrites, l’œuvre a été imprimée trois fois au cours du XVIe siècle (une première fois autour de 1500, puis à deux reprises autour de 1507) et a également connu de nombreuses rééditions modernes depuis 1854, une des plus récentes étant Das Jagdbuch des Mittelalters. Ms. fr. 616 der Bibliothèque nationale in Paris, éditée par W. Schlag et Marcel Thomas (Glanzlichter der Buchkunst 4; Graz, 1994; réédité en 2001).
L'ouvrage a été édité en quasi-original par Moleiro Editor en 2016.
Dans plusieurs rééditions, l'ouvrage inclut à la fin le poème Le Romant des Deduis de Gace de la Bigne, composé alors qu'il était chapelain à la cour des Rois de France, notamment dans l'édition : Phebus, des deduiz de la chasse des bestes sauvaiges et des oyseaux de proye : Suivi du Poème de Gace de la Bigne sur la chasse, Antoine Vérard, 1507 (BNF 30485679, lire en ligne). Le lien lire en ligne renvoie directement vers le poème de Gace de la Bigne situé à la fin, après l'ouvrage de Gaston Fébus.

## Manuscrits

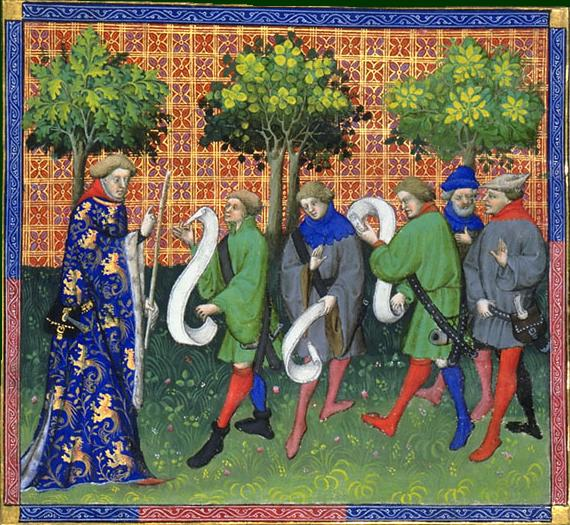
Gaston Fébus enseignant aux veneurs, enluminure du XVe siècle (Livre de chasse, Paris, BnF, Ms. fr. 616, fol. 51v.)

La liste des manuscrits du livre de chasse encore existants inclut les suivants:
- MS IV 1050 – Bibliothèque royale de Belgique, Bruxelles.
- Typ 130 – Bibliothèque de Houghton, université Harvard, Cambridge
- Ms. 343 – Bibliothèque Inguimbertine, Carpentras.
- Ms. 367 (480) – Bibliothèque et Archives du château de Chantilly, Chantilly.
- Oc. 61 – Bibliothèque d'État et universitaire de Saxe, Dresde.
- Ms. 169 – Bibliothèque de Genève.
- Hunter 385 (V.2.5) – Bibliothèque de l'université de Glasgow, Glasgow.
- Rastatt 124 – Badische Landesbibliothek, Karlsruhe.
- Add. 27699 – British Library, Londres.
- MS. 27 – J. Paul Getty Museum, Los Angeles.
- Ms. 765 – Bibliothèque municipale de Lyon.
- Ms. 22 – Musée Thomas-Dobrée, Nantes.
- MS M. 1044 – Morgan Library, New York.
- Français 616, Français 617, Français 618, Français 619, Français 620, Français 1289, Français 1291, Français 1293, Français 1294, Français 1295, Français 12398 – Bibliothèque nationale de France, Dépt. des Manuscrits, Paris.
- Ms. 6529 – Musée national du château de Pau, Pau.
- HB XI 34a – Württembergische Landesbibliothek, Stuttgart.
- J.a.VIII.6 – Archives d'État de Turin, Turin.
- Ms. 841 – Bibliothèque municipale de Tours
- Reginensi latini 1323, Reginensi latini 1326, Reginensi latini 1331 – Bibliothèque du Vatican, Cité du Vatican.

## Enluminures du Livre de chasse

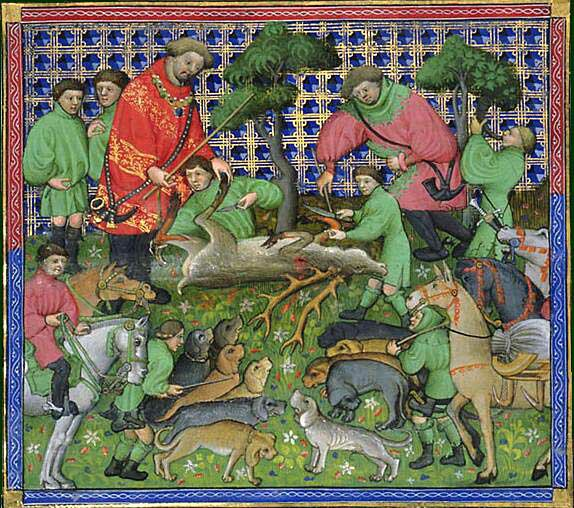
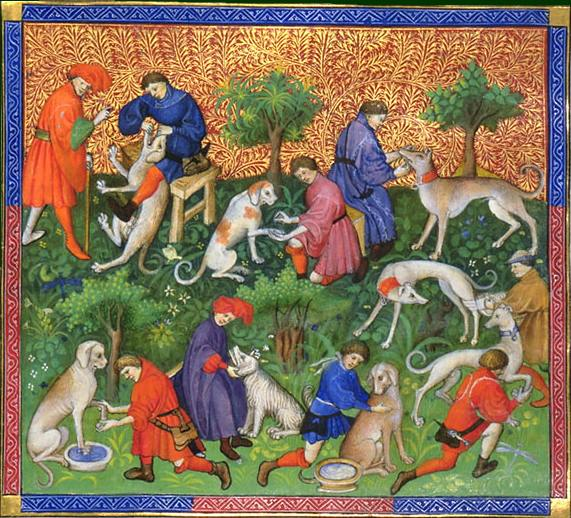
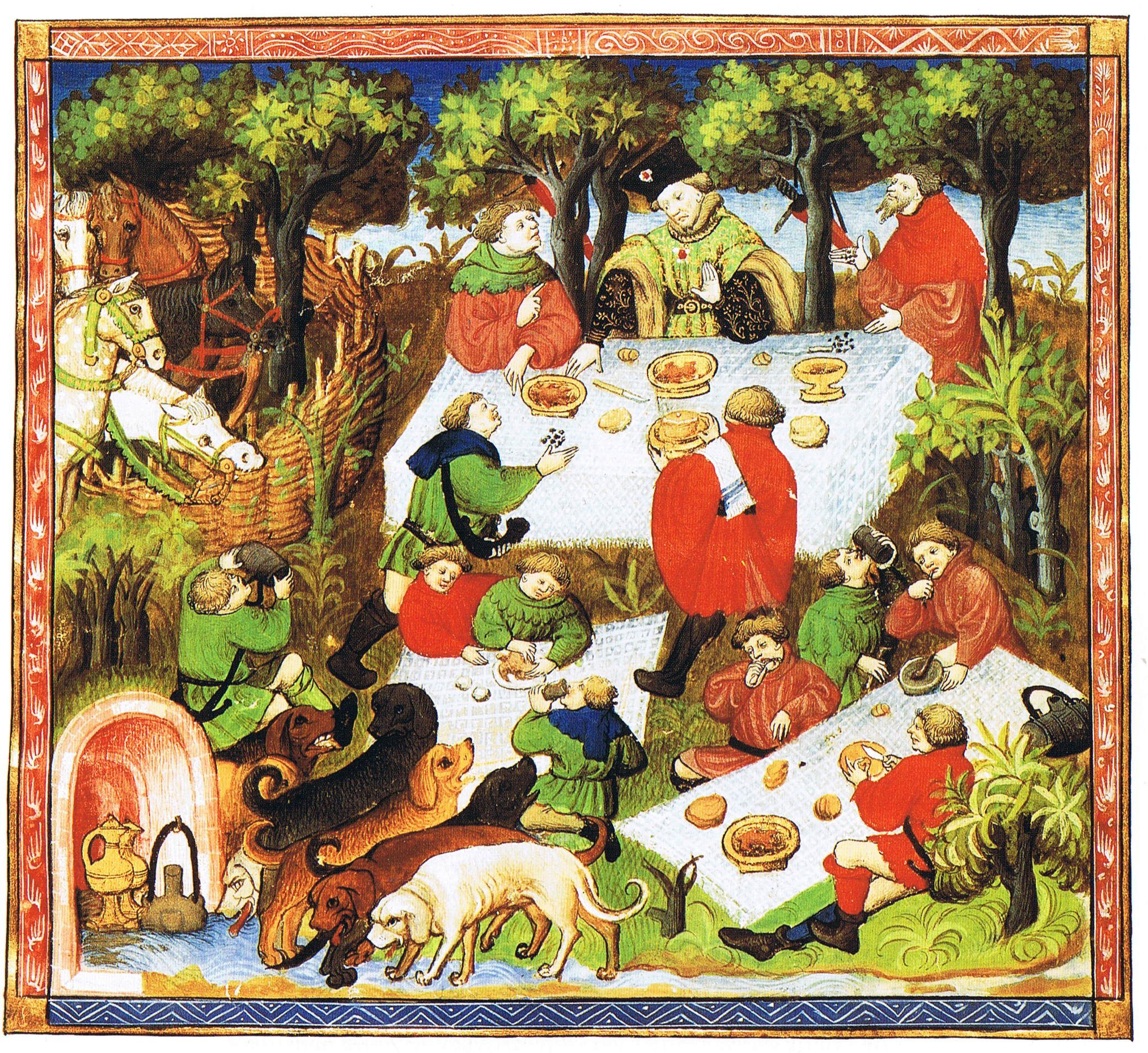